# 1180 Rita
1180 Rita är en asteroid i huvudbältet som upptäcktes den 9 april 1931 av den tyske astronomen Karl Wilhelm Reinmuth. Asteroidens preliminära beteckning var 1931 GE. Bakgrunden till det namn den sedan fick är okänd.
Ritas senaste periheliepassage skedde den 4 juni 2020. Asteroidens rotationstid har beräknats till 9,61 timmar. Den tillhör asteroidgruppen Hilda.